# Dicranum hamulosum
Dicranum hamulosum är en bladmossart som beskrevs av Mitten 1891. Dicranum hamulosum ingår i släktet kvastmossor, och familjen Dicranaceae. Inga underarter finns listade i Catalogue of Life.